# Museu de Blekinge
O Museu de Blekinge – em sueco: Blekinge museum - é um museu regional na cidade sueca de Karlskrona, localizada na província histórica de Blekinge.

Apresenta uma narrativa da presença humana em Blekinge nos últimos 10 000 anos – da Idade da Pedra até aos nossos dias. No edifício principal - o palácio barroco de  Grevagården - há uma exposição permanente sobre o século XIX. Nos outros edifícios estão exposições temporárias sobre a pesca, a construção naval e a navegação da província. Fora do museu, estão atracados dois barcos a remos de fundo chato (ekar) à disposição de visitantes que os queiram alugar.